# نپالی‌های تایلند
نپالی‌های تایلند مهاجرانی از نپال به تایلند هستند، که شامل مهاجران و ساکنان دائمی، و همچنین فرزندان محلی آنها هستند.

## بررسی اجمالی
اکثر نپالی‌های تایلند عمدتاً در بانکوک، چیانگ مای و در شهرهای تفریحی محبوب مانند پوکت، پاتایا و ساحل چاونگ در کو سامویی در خلیج تایلند زندگی می‌کنند. به گفته سفارت نپال در بانکوک، حدود ۳۰۰۰ تا ۵۰۰۰ نپالی در تایلند کار می‌کنند. آنها تمایل دارند به کارهایی مانند منشی در مغازه‌های خیاطی، به عنوان سازندگان لباس‌های آماده، و به عنوان «زیورآلات» در استراحتگاه‌های ساحلی مشغول شوند. تعدادی از آنها نیز رستوران‌های کوچکی را اداره می‌کنند. همه نپالی‌های تایلند ساکن قانونی نیستند و برخی از آنها به عنوان افراد غیرقانونی در مشاغل سیاه مانند پادو مغازه و گارسون در تایلند مخفی شده و زندگی می‌کنند.
تعداد نپالی‌های دریافت کننده ویزای تایلند در هشت‌ماهه اول سال ۲۰۰۹ نسبت به مدت مشابه سال قبل ۳۰ درصد افزایش یافته‌است. بیش از سه دوجین قاچاقچی مواد مخدر نپالی در حال گذراندن احکام حبس طولانی مدت در زندان‌های تایلند از جمله حبس ابد هستند.